# ФК Туран (Туркестан)
ФК „Туран“ (на казахски: Тұран футбол клубы) е казахстански футболен клуб от град Туркестан. Състезаващ се във Висшата лига на Казахстан за 2024 г.

## История
Основан през 2003 г. като „Костуин“ и представляващ град Аръс. От 2004 е преименуван на Аръс. През този сезон заема последното място в Конференцията в която учавства и прекратява съществуването си. Възроден през 2018, той се включва във Втора лига.
През 2020 година завършва втори в Първа лига, но тъй като Висшата лига се разширява от 12 на 14 отбора, получава правото да направи дебютния си сезон при най-силните.
През 2021 година е преименуван на „Туран“ и е преместен в град Туркестан, където играе домакинските си мачове играе на „Туркестан-Арена“ с капацитет 8 000 зрители.

## Успехи
Казахстан
- Висша лига:
  - 12-то място (2): 2021, 2024

- Купа на Казахстан:
  - 1/4 финалист (1): 2023

### Предишни имена
| Години      | Име     |
| ----------- | ------- |
| 2002 – 2003 | Костуин |
| 2004 – 2020 | Аръс    |
| 2021 –      | Туран   |